# Evelyn Joshua
Evelyn Joshua (Okala Okpumo (Delta), 17 december 1968) is een Nigeriaanse televisiepredikster en onderneemster. Zij is de weduwe van predikant T.B. Joshua en volgde hem na zijn overlijden in juni 2021 op als hoofd van de Synagogue Church of All Nations (SCOAN), een kerk in Nigeria.

## Biografie
Evelyn groeide op in Okala Okpumo, in een gezin met zeven kinderen. Zelf was ze een van een tweeling. Het gezin verhuisde naar Lagos in 1977. Ze voltooide haar middelbare school en werkte hierna onder andere bij de Nigerian Distilleries.
In 1990 ontmoette zij T.B. Joshua, die direct na afloop haar ten huwelijk vroeg. Ze trouwden nog datzelfde jaar. Evelyn volgde hierna een managementopleiding in Ghana. Na haar terugkeer werkte zij vooral in de schaduw van haar man en hield zich onder meer bezig met het oplossen van relationele conflicten in huwelijken en tussen ouders en kinderen. Het stel kreeg drie dochters.
In de maanden na het overlijden van T.B. Joshua woedde een strijd om de opvolging als hoofd van de SCOAN. Evelyn was geen lid van het bestuur en volgens haar tegenstanders was dat een aanwijzing dat haar man haar nooit als opvolger had beschouwd. Nadat Evelyn via een gerechtelijk bevel alsnog bestuurslid was geworden, trok ze het leiderschap naar zich toe en ontdeed ze zich van haar tegenstanders. Op 7 november 2021 leidde zij de eerste dienst sinds het overlijden van haar man.
In 2023 leidde ze een religieuze missie door Kenia.